# Виварес, Жан
Жан Максанс Ксавье Виварес (фр. Jean Maxence Xavier Vivarés; 1763—1827) — французский военный деятель, командир батальона (1809 год), участник революционных и наполеоновских войн.

## Биография
Родился в семье Пьера Вивареса (фр. Pierre Vivarés) и Жанны Пижоннье (фр. Jeanne Pigeonnie). Поступил на службу 1 июня 1782 года канониром корпуса береговой артиллерии. 1 июня 1787 года вышел в отставку. 19 мая 1793 года вернулся на службу в звании младшего лейтенанта в 1-й батальон округа Лодев департамента Эро (ил 6-й батальон волонтёров Эро) в составе Армии Восточных Пиренеев. Уже 3 августа 1793 года был избран лейтенантом, а 21 сентября 1793 года – капитаном. Сперва его батальон влился в состав 12-й полубригады, а в 1796 году – в состав 18-й полубригады лёгкой пехоты. Участвовал в Итальянской кампании 1796-97 года Бонапарта. В Австрийской кампании 1805 года служил под началом полковника Балледье в составе 1-й дивизии 2-го армейского корпуса Великой Армии. В ночь на 7 ноября 1805 года во главе 60 вольтижёров и 20 гусар отбросил арьергард противника, который отступил через ущелье Линц перед Вейром. Виварес взял в плен 350 человек. С января 1806 года служил в Армии Далмации. Отличился в Австрийской кампании 1809 года. 22 мая у Госпича, во главе батальона 18-го лёгкого, атаковал колонну неприятеля, которая пришла, чтобы отрезать отступление французской армии, сбросил её в реку Лика, взял 90 пленных и 2 орудия. В ходе боя был ранен пулей в левое бедро. 20 июня, после производства командира батальона Белера в полковники, возглавил весь 18-й полк. Сражался при Ваграме и Цнайме.
11 сентября 1809 года был произведён в командиры батальона. 22 марта 1810 года временно возглавил батальон 66-го полка линейной пехоты, и переведён в Испанию и Португалию. 27 сентября 1810 года был ранен при Бусаку. 5 мая 1811 года был снова ранен пулей, когда во главе батальона в штыки атаковал деревню Фуэнтес-де-Оньоро. 22 июля 1812 года вновь ранен и попал в плен к англичанам в сражении у Саламанки. 30 мая 1814 года получил свободу. Вышел в отсавку 5 января 1817 года.

## Награды
Легионер ордена Почётного легиона (11 сентября 1809 года)